# Nina Estin
Nina Estin, född 19 oktober 1923, död 7 maj 2016 i Stockholm, var en svensk feministisk debattör, pornografiförespråkare, redaktör, reklamtecknare och grundare av tidningen Expedition 66.
I oktober 1964 deltog Estin i den uppmärksammade konferensen Sex och samhälle på Medborgarhuset i Stockholm, arrangerad av Liberala Studentklubben i Stockholm, tillsammans med RFSU. På konferensen debatterade hon med litteraturprofessor Victor Svanberg om pornografi, vilket ska ses i ljuset av att det var först 1972 som all pornografi blev laglig i Sverige. I februari 1965 gav Bonnier ut en bok med samma titel som konferensen, med referat från debatterna.
I april 1966 gav hon ut första numret av tidningen Expedition 66, som totalt kom ut i fyra nummer. I första numret ifrågasatte Estin den gängse uppfattningen med kvinnan som objektet och vara, och mannen som konsument, och menade att tidningen skulle vara en expedition som undersökte möjligheterna att utjämna eller förändra denna norm, med fokus på kvinnas lust. Tidningen innehöll bland annat debattartiklar, personporträtt, erotiska berättelser och pinup-bilder på män, och den har i efterhand beskrivits som den första svenska porrtidningen för kvinnor. Att den bara överlevde ett år berodde på att tidningen hade få läsare och att det var svårt att få tag i tillräckligt kvalitativa nakenbilder på män.